# Armigero
In araldica, un armigero è una persona titolata ad utilizzare uno stemma.

## Etimologia
La parola latina armiger significa letteralmente "colui che porta le armi". Per tutto il medioevo la parola era riferita ad uno scudiero che seguiva un cavaliere, cioè come colui che trasportava fisicamente le armi o le insegne del cavaliere.

## Periodo moderno
Attualmente, il termine armiger viene utilizzato prevalentemente in araldica in alcuni paesi come Canada, Irlanda, Kenya, Sudafrica, Malta, Spagna e Regno Unito dove l'araldica è regolata da leggi precise e da enti come il College of Arms, la Court of the Lord Lyon o l'Office of the Chief Herald of Ireland. Una persona titolata che può provare una discendenza agnatizia da una persona che aveva già diritto di portare uno stemma specifico, può egli stesso ottenerne le armi. Il semplice diritto ad essere armigero non prova l'uso di uno stemma.
Chiunque può utilizzare un qualsiasi stemma in paesi ove l'araldica non è regolata, come negli Stati Uniti. Nel Paesi Bassi sono regolati i titoli nobiliari ma non l'araldica. In Svezia la nobiltà ha dal 1762 la prerogativa di utilizzare l'elmo aperto, mentre gli altri Paesi usano l'elmo chiuso come decorazione sopra lo stemma.